# Nemacaulis denudata
Nemacaulis es un género monotípico de plantas pertenecientes a la familia Polygonaceae.  Su única especie: Nemacaulis denudata, es originaria de Norteamérica.

## Descripción
Esta planta es una hierba anual delicada algo anodina con cabeza de flroes finas, delgadas, tallos desnudos y lana blanca. Se puede encontrar en hábitats arenosos en California, Arizona y el norte de México.

## Taxonomía
Nemacaulis denudata fue descrito por  Thomas Nuttall y publicado en Journal of the Academy of Natural Sciences of Philadelphia 1(2): 168–169. 1848.